# Paul Nash (Musiker)
Paul Nash (* 19. Februar 1948 in der Bronx, New York City; † 27. Januar 2005 in Manhattan) war ein US-amerikanischer Jazzgitarrist, Komponist und Musikpädagoge.

## Leben und Wirken
Nash, Sohn eines klassischen Pianisten, spielte Mitte der 1960er Jahre in Rockbands, mit denen er u. a. im legendären Cafe Wha? im Greenwich Village auftrat. Er studierte am Berklee College of Music, zog nach San Francisco und gründete nach seinem Studien-Abschluss am Mills College (1972) in Jazz und Komposition 1977 das 10-köpfige Paul Nash Ensemble, dem u. a. der Trompeter Mark Isham und der Schlagzeuger Eddie Marshall angehörten. Nashs Band spielte vorwiegend New Age-Musik für das Label Windham Hill Records. Ein Soundtrack-Album wurde für einen Grammy und den Academy Award nominiert. Daneben wirkte er im Bay Area Jazz Composers Orchestra mit, das Jazz und klassische Musik verschmolz. In diesem Ensemble spielten zu dieser Zeit auch Tom Harrell und David Samuels. 1979 erschien sein Debütalbum A Jazz Composer's Ensemble.
1990 kehrte er nach New York zurück und gründete das Manhattan New Music Project (MNMP), in dem er u. a. mit Tom Varner und Vic Juris zusammenarbeitete und zwei Alben vorlegte. Im Rahmen des MNMP-Projekts schrieb Nash ab 1997 außerdem Kammermusik, Orchesterstücke und Avantgarde-Kompositionen, die von John Cage und Karlheinz Stockhausen beeinflusst waren. Nach der Entdeckung eines Gehirntumors betrieb er die Veröffentlichung eines auf sieben Alben ausgelegten Retrospektive seines frühen kompositorischen Werks.

## Diskographische Hinweise
- Second Impression (Soul Note, 1985) mit Michele Hendricks, Anthony Cox
- Night Language (1987)
- Manhattan New Music Project: Mood Swing (Soul Note, 1993) mit Jack Walrath
- Manhattan New Music Project: The Soul Of Grace (Soul Note, 2000)
- Jazz Cycles (MNMP Records) mit Vic Juris, Bruce Williamson, Grisha Alexiev, Shane Endsley, Jay Anderson, Tim Ries
- Avant Noir
- Way Beyond Their Time! (2003)